# Liparis torricellensis
Liparis torricellensis är en orkidéart som beskrevs av Rudolf Schlechter. Liparis torricellensis ingår i släktet gulyxnen, och familjen orkidéer. Inga underarter finns listade i Catalogue of Life.